# Xylopteryx albimedia
Xylopteryx albimedia là một loài bướm đêm trong họ Geometridae.